# Monts Sabins
Les monts Sabins sont un massif montagneux italien faisant partie de la chaîne des Apennins au nord-est de Rome.

## Géographie

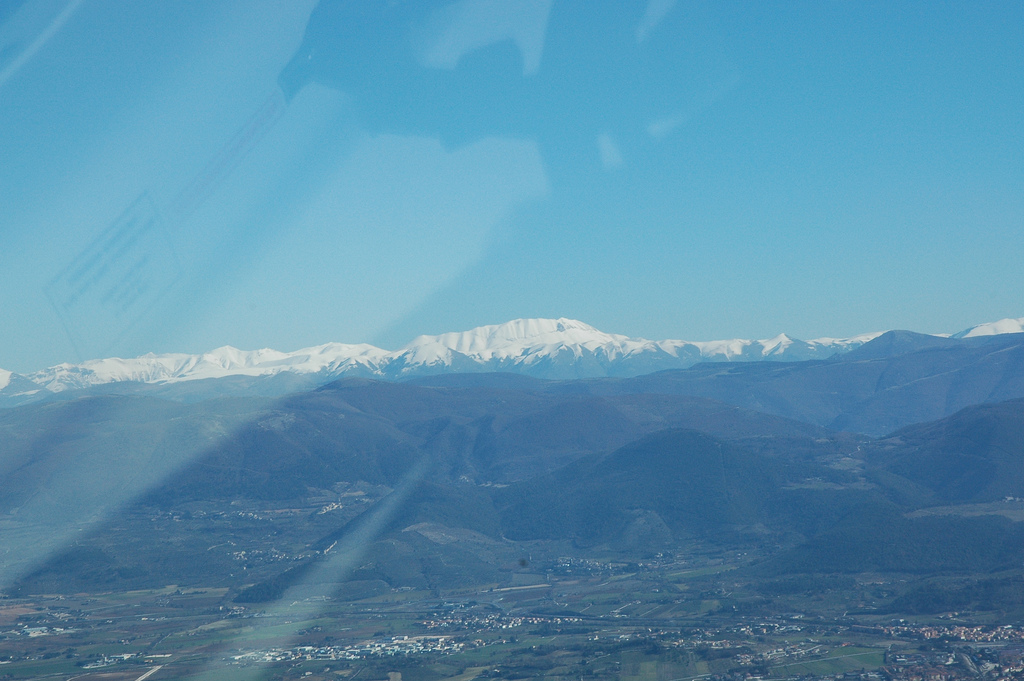
Vue des monts Sabins au premier plan, avec les monts Sibyllins enneigés en arrière-plan.

Les monts Sabins sont séparés au nord-est des monts Réatiens par la Nera, à l'est par le Velino et le Turano, à l'ouest par la vallée du Tibre et au sud par l'Aniene. Ils sont situés dans la ville métropolitaine de Rome Capitale et la province de Rieti. Ils sont composés dans leur partie méridionale des monts Lucrétiliens qui constituent l'essentiel du parc régional homonyme.

## Principaux sommets

### Chaînon septentrional
- Mont Tancia à 1 292 m
- Mont Pizzuto à 1 288 m
- Mont Macchia Gelata à 1 258 m
- Mont Porco Morto à 1 257 m
- Mont Macchia Lupara à 1 231 m
- Sommet La Croce  à 1 227 m
- Mont Alto à 1 215 m
- Mont Macchia di Mezzo à 1 215 m
- Mont La Cappelletta à 1 205 m
- Mont Macchia Porrara à 1 202 m

### Chaînon méridional
- Mont Pellecchia à 1 368 m
- Mont Gennaro à 1 271 m
- Sommet Casarene à 1 191 m
- Mont La Guardia à 1 185 m
- Mont Follettoso à 1 040 m
- Mont Morra à 1 036 m
- Sommet delle Serre à 1 007 m